# Mormolyca chacoensis
Mormolyca chacoensis är en orkidéart som först beskrevs av Dodson, och fick sitt nu gällande namn av Mario Alberto Blanco. Mormolyca chacoensis ingår i släktet Mormolyca och familjen orkidéer.
Artens utbredningsområde är Ecuador. Inga underarter finns listade i Catalogue of Life.